# شهرستان شوشتر
شهرستان شوشتر یکی از شهرستان‌های استان خوزستان می‌باشد. مرکز این شهرستان، شهر شوشتر است که تا ابتدای دوره پهلوی مرکز استان خوزستان بوده‌است.این شهرستان ۱۹۲٬۰۲۸ نفر جمعیت، ۳ بخش و ۶ دهستان دارد. مرکز شهرستان، شهر شوشتر است.
شهرستان شوشتر تا سال ۱۳۸۳ دارای بخش‌های مرکزی و گتوند بود. با تبدیل بخش گتوند به شهرستان گتوند، هم‌اکنون شهرستان شوشتر دارای بخش‌های مرکزی به مرکزیت شوشتر و شعیبیه، به مرکزیت گوریه و میان‌آب به مرکزیت عرب حسن است.
این شهرستان بنابرآنچه در نتایج آمارگیری سرشماری سال ۱۳۹۵ کل کشور آمده‌است، بر حسب بخش، شهر، دهستان و روستا به شرح زیر است:

### بخش‌ها
- بخش مرکزی شهرستان شوشتر
- بخش شعیبیه
- بخش میان‌آب

### شهرها
- شوشتر
- گوریه
- شرافت
- سرداران
- عرب حسن

### دهستان‌ها
- دهستان سردارآباد
- دهستان شعیبیه شرقی
- دهستان شعیبیه غربی
- دهستان شهید مدرس
- دهستان میان‌آب جنوبی
- دهستان میان‌آب شمالی

## زبان
عمده مردم این شهرستان به سه زبان فارسی شوشتری، لری بختیاری و عربی سخن می‌گويند.